# Хибберт, Тони (военный)
Джеймс Энтони Хибберт (англ. James Anthony Hibbert; 6 декабря 1917, Чертси, Суррей, Англия, Великобритания — 12 октября 2014, Корнуолл, Англия, Великобритания) — британский военный и общественный деятель, участник Второй мировой войны. Начав военную карьеру после выезда из Германии в 1935 году, Тони прошёл путь от рядового до командира, приняв участие во Французской, Североафриканской и Итальянской кампаниях, а также в Голландской операции. Встретив день победы в немецком городе Киле кавалером Военного креста, Хибберт вышел в отставку в 1947 году, занялся семейным бизнесом и достиг особых успехов в восстановлении сада Требы (Корнуолл, Англия), за что был награждён Орденом Британской империи.

## Биография

### Молодые годы
Джеймс Энтони Хибберт родился 6 декабря 1917 года в городе Чертси в английском графстве Суррей в Великобритании. Его отец Джеймс Эдмунд Хибберт — выдающийся лётчик Королевского лётного корпуса на Первой мировой войне, кавалер Военного Креста с двумя планками и Креста «За выдающиеся лётные заслуги», а также дважды упомянутый в донесениях. В 1916 году Джеймс женился на Маргарет Джудкинс, и Тони стал их первенцем.
Из-за великой депрессии в 16 лет Тони бросил школу в Марлборо и в 1930 году уехал работать на виноградники в Германии, готовясь присоединиться к винному бизнесу своей семьи, однако этот отказ от учёбы расстроил его отца. Здесь Тони выучил немецкий язык, находясь в Баварии в семье гауляйтера, два сына которого состояли в Гитлерюгенде. Увидев, что Германия стала большим милитаристским лагерем и усиленно готовится к войне, в 1935 году Тони вернулся в Англию и поступил в Королевскую военную академию.

### На Второй мировой
В январе 1938 года Хибберт вошёл в состав Королевского полка артиллерии. 9 сентября 1939 года, не менее чем через десять дней после вторжения Германии в Польшу, он в составе британского экспедиционного корпуса прибыл в Шербур во Франции. В 1940 году в битве за Дюнкерк он командовал полубатареей, в течение четырёх дней защищавшей северный периметр обороны союзников. Когда кончились боеприпасы, 31 мая он отдал приказ об уничтожении орудий. Позже он был упомянут в донесениях за свои активные действия. Был эвакуирован с линии фронта в британский Рамсгит на старом буксире «Sun X», ранее ходившем по Темзе.
После сбора выживших в Аберистуите, в октябре 1940 года Хибберт присоединился к «No. 2 Commando» — подразделению британских коммандос, созданному по поручению премьер-министра Великобритании Уинстона Черчилля после поражения у Дюнкерка. Это соединение, номинально являясь с ноября 1940 года возрождением Специального воздушного батальона № 11, уже в следующем сентябре стало 1-м парашютным батальоном в составе 1-й парашютной бригады и 1-й воздушно-десантной дивизии.
Позже Хибберт участвовал в воздушных операциях в Северной Африке, в ходе которых стал штабным офицером, а после — в итальянской кампании. В июле 1944 года, после окончания учёбы в штабном колледже Камберли он стал бригадным майором 1-й парашютной бригады.
В сентябре 1944 года Хибберт участвовал в подготовке взятия Арнема в ходе голландской операции, однако при обороне моста в течение трёх суток от превосходящих сил противника был взят в плен. Через двое суток ему удалось бежать вместе с майором Деннисом Манфурдом, спрыгнув с грузовика у Брюммена. В отместку нацистами в машине было расстреляно шестеро пленных. Нацистам удалось снова схватить Манфурда, а Хибберт три недели прятался у голландского фермера. После налаживания связей с движением сопротивления, Тони вместе с другими высокопоставленными офицерами, прикидывающимися голландцами и работающими в мясной лавке, смог организовать переправку 138 британских военнослужащих через Рейн. После операции Тони, сидя в переполненном джипе, попал в автомобильную аварию и сломал ногу. Это стоило ему пяти месяцев госпитализации в качестве «совершенно неудовлетворительного итога» «совершенно неудовлетворительной битвы», как он сам позже писал.
После выписки из больницы Хибберт возглавил отряд T-Force от 650 до 800 человек и 5 мая 1945 года захватил немецкий портовый город Киль на пути в Данию, хоть в нём была 50-тысячная группировка немецких войск и он находился за линией капитуляции, согласованной 24 часами ранее. Это помешало захвату города Красной армией вопреки Ялтинским соглашениям. В то же время Хибберт имел разговор с адмиралом Дёницем, согласившимся прекратить огонь в Шлезвиг-Гольштейне и Дании, после чего принял капитуляцию этой группы немецких войск. Свои действия Тони объяснял «прямым приказом» Эйзенхауэра, а кроме этого, в нарушение приказа командира 8-го армейского корпуса генерала Эвелина Баркера начал атаку на Киль в 3:00 вместо 8:00, за что был ненадолго арестован и оставлен под стражей с бутылкой шампанского.

### Последующая жизнь

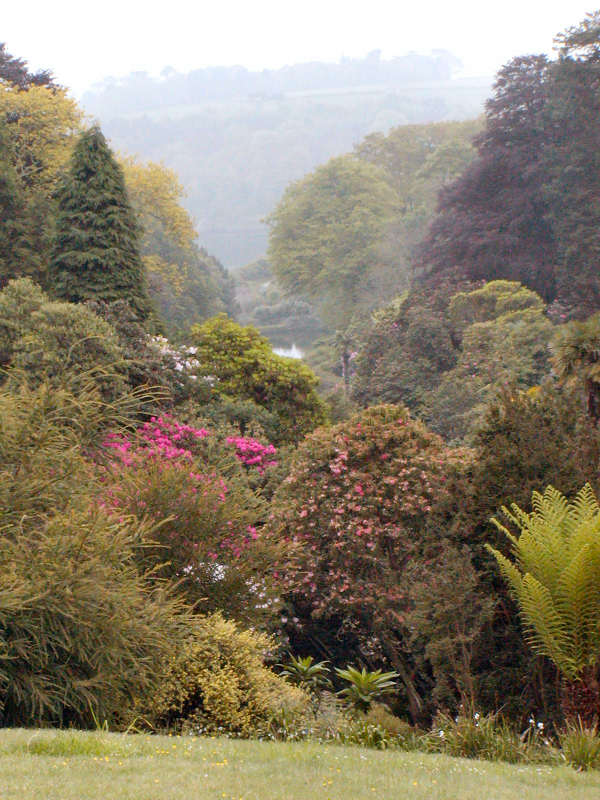
Вид на сады

В 1947 году Тони Хибберт уволился из армии по состоянию здоровья в звании майора, после чего занялся бизнесом. Он взял на себя руководство семейной фирмой «CG Hibberts» по производству напитков, находившейся на грани краха. Используя все возможности в послевоенной Британии, Тони диверсифицировал бизнес и за свои успехи был награждён Королевской наградой для промышленности.
В 1960 году на своих землях в Лимингтоне Тони создал «Salterns Sailing Club» — яхт-клуб для детей и взрослых. В начале 1970-х годов Тони продал семейную фирму и уехал в деревню Бранскомб в графстве Девон, где под влиянием предполагаемой угрозы холодной войны начал формировать добровольческие силы для борьбы со стихийными бедствиями и иностранным вторжением. В 1981 году Хибберт переехал в Корнуолл и вместе с женой купил сад Требы, находящийся в упадке. После шести лет восстановительных работ сады, оформленные в викторианском стиле, были заново открыты и стали главной достопримечательностью района,  достигнув за последующие три года посещаемости в 50 тысяч человек. Теперь они находятся под управлением специально созданного фонда «Trebah Garden Trust» и привлекают по 100 тысяч посетителей в год.
Тони Хибберт скончался 12 октября 2014 года в возрасте 96 лет в своём доме в окружении семьи.

## Награды
В 1940 и 1945 году Хибберт был упомянут в донесениях штабу.
В 1945 году за свои действия на мосту и последующее бегство Тони был награждён Военным Крестом. В 2009 году он подарил свою награду музею Остербека в знак признания героизма голландцев.
В 2006 году Хибберт стал членом Ордена Британской империи за вклад в туризм и парусный спорт.
В 2010 году Тони Хибберт получил Большую печать Киля от почётного консула Германии в Девоне и Корнуолле Ангелы Спатц в качестве награды за спасение большого числа мирных жителей и роль в предотвращении попадания города в руки советских властей.

## Личная жизнь
Тони Хибберт в 1949 году женился на Эйре Брэдшоу, с которой прожил 60 лет, до её смерти в 2009 году. У них было четверо детей: сын и три дочери, 11 внуков и один правнук, а кроме этого они воспитали сына и дочь младшего брата Эйры после его гибели в автокатастрофе. Также у Хибберта была дочь от первого брака.

## В искусстве
Роль Хибберта во время боевых действий в Арнеме увековечена в фильме «Мост слишком далеко» режиссёра Ричарда Аттенборо.